# Lucky Twice
Lucky Twice är en svensk musikduo som består av Emelie Schytz och Hannah Reynold, som kommer från Malmö och Dalarna. Den 14 juni 2006 släpptes duons första singel, Lucky, som blev en succé runt om i världen.
I september 2007 kom första albumet, Young & Clever. Låtarna skrevs av Jonas, Niclas von der Burg och Anoo Bhagavan.
Skivan släpptes i början av 2007 i Spanien och har sålt dubbel platina.
Ursprungligen bestod Lucky Twice av Hannah Reynold och Sofie Larsson men Sofie lämnade gruppen 2007 för att starta gruppen SOJO ihop med sin bror Johan Larsson musikalartist. Kort efter ersattes Sofie med Emelie Schytz. 
Gruppen Lucky Twice upplöstes 2010.
Låten Lucky har även spelats in som cover av The Tough Alliance och finns med som B-spår till singeln Neo Violence.

## Diskografi

### Album
- 2007: Young & Clever

### Singlar
| År   | Titel                  | Listposition | Listposition | Listposition | Listposition | Listposition | Listposition | Listposition |
| År   | Titel                  | SPA          | FIN          | AU           | GER          | SWE          | FR           |              |
| ---- | ---------------------- | ------------ | ------------ | ------------ | ------------ | ------------ | ------------ | ------------ |
| 2006 | "Lucky"                | 1            | 17           | 42           | 41           | 43           | 8            |              |
| 2007 | "Hop Non Stop"         | 20           | -            | -            | -            | -            | -            |              |
| 2007 | "The Lucky Twice Song" | 24           | -            | -            | -            | -            | -            |              |